# Ngày xưa có một chuyện tình
Ngày xưa có một chuyện tình là truyện dài của nhà văn Nguyễn Nhật Ánh viết về đề tài tình yêu với một phong cách hoàn toàn khác lạ so với chính ông từ trước đến nay. Tác phẩm được phát hành bởi Nhà xuất bản Trẻ và được nhà văn Nguyễn Nhật Ánh chính thức ra mắt vào ngày 14 tháng 9 năm 2016.
Đây là tác phẩm thứ 2 trong năm 2016 của nhà văn Nguyễn Nhật Ánh dài hơn 300 trang, được coi là tập tiếp theo của tập truyện Mắt biếc. Ban đầu, Nguyễn Nhật Ánh đặt tên cho sách là Những đêm không ngủ ở Hà Lam. Tuy vậy, êkíp làm sách cho rằng tên này chưa nêu bật nội dung tác phẩm.

## Nội dung
Ngày xưa có một chuyện tình xoay quanh câu chuyện tình yêu trong trẻo nhưng đầy phức tạp của những người trẻ. Bối cảnh chính là một vùng quê yên bình, nơi ba nhân vật chính là Vinh, Miền và Phúc lớn lên bên nhau.
Vinh là một cậu học sinh lớp bảy gầy gò, ngây ngô nhưng mang trong mình trái tim nhạy cảm, nhân hậu. Cậu cảm thông với sự cô đơn lạc lõng của Miền, cô bạn cùng lớp. Miền bị các trong lớp xa lánh vì người anh trai côn đồ và ông bố say rượu. Vinh đến bên và làm bạn với Miền. Cậu không quan tâm đến những lời trêu trọc của bạn bè, cũng không quan tâm đến những trận đòn oan từ ông anh của Miền. Trong quá trình trưởng thành, tình cảm bạn bè ấy của Vinh dần dần trở thành tình yêu. Một thứ tình cảm trong sáng. Để rồi, sau những rối bời ấy, Vinh nhận ra, bản thân cậu yêu Miền.
Phúc là người bạn thân của Vinh, một cậu bạn lì lợm, dũng cảm và luôn quý trọng tình bạn giữa cậu và Vinh. Vì thế, Phúc đã nhiều lần đứng ra trả thù những kẻ đã bắt nạt Vinh. Cũng như Vinh, Phúc yêu Miền. Ban đầu, Phúc và Miền thân thiết với nhau sau lưng Vinh. Sau đó, dù được Vinh tâm sự về tình cảm của Vinh đối với Miền, Phúc đã phơi bày ra mối tình của cậu và Miền trước mặt Vinh. Điều này khiến trái tim của Vinh tan vỡ.
Một biến cố vào năm 18 tuổi đã khiến cuộc đời của cả ba rẽ nhánh. Tuổi thơ chấm dứt, để lại nhiều nỗi buồn. Biến cố khiến Phúc phải rời bỏ quê hương. Trước khi Phúc ra đi, Miền trao trọn vẹn cho Phúc để rồi điều này dẫn tới sự ra đời của bé Su.
Vinh biết tất cả, nhưng vì tình yêu cao thượng dành cho Miền, cậu kết hôn với Miền và chấp nhận làm ba của bé Su, con trai ruột người bạn thân nhất của Vinh.
Tưởng chừng như hạnh phúc của Vinh sẽ kéo dài mãi mãi nhưng tám năm sau, Phúc trở về chốn cũ. Miền cố tình sắp xếp cho Phúc và bé Su gặp nhau. Phúc hẹn Miền bỏ Vinh, cùng bé Su và Phúc trốn đi thật xa. Vinh biết tất cả mọi chuyện nhưng cố kìm nén và tỏ ra không biết gì, thậm chí, cậu còn tạo cơ hội cho Miền bỏ đi. Nhưng sau những trăn trở, day dứt, Miền quyết định không đi cùng Phúc mà ở lại với Vinh, người chồng thực sự của cô.
Nguyễn Nhật Ánh đã khéo léo khắc họa các nhân vật với những tính cách và suy nghĩ chân thật, những cảm xúc đa chiều của tình yêu tuổi trẻ – từ những nỗi đau, sự đấu tranh nội tâm đến những giây phút hạnh phúc. Tác giả cũng gửi gắm thông điệp sâu sắc về sự trưởng thành, tình yêu, lòng bao dung và sự hi sinh trong tình bạn và tình yêu.

## Nhân vật

### Nhân vật chính
- Phúc
- Miền
- Vinh
- Bé Su

### Nhân vật phụ
- Ông Năm Khoa (ba của Vinh)
- Ông Sáu Thôi (ba của Miền)
- Bà Sáu Thôi (mẹ của Miền)
- Hướng (anh của Miền)
- Chị Lụa
- Cậu Huân
- Lẹ
- Cu Em

## Sức ảnh hưởng
Tính đến tháng 6 năm 2023, Ngày xưa có một chuyện tình đã được tái bản đến 14 lần, với hơn 100.000 bản đã bán và lọt vào top 10 tác phẩm bán chạy nhất của nhà văn Nguyễn Nhật Ánh. Có 2 phiên bản được Nhà xuất bản Trẻ phát hành: bìa màu hồng với khổ sách thông thường 13x20cm và bìa mini khổ sách 10x14,5cm với số lượng lần lượt là 10.000 bản và 3.000 bản.

## Phim chuyển thể
Tác phẩm được chuyển thể thành phim Ngày xưa có một chuyện tình do Trịnh Đình Lê Minh làm đạo diễn, Avin Lu trong vai Vinh "còm", Ngọc Xuân vào vai Miền và Đỗ Nhật Hoàng vào vai Phúc. Bộ phim khởi chiếu toàn quốc vào ngày 1 tháng 11 năm 2024.